# Isaac Hayes
Isaac Lee Hayes Jr. (Covington, 20 agosto 1942 – Memphis, 10 agosto 2008) è stato un cantante, compositore e attore statunitense.
Tra i più importanti musicisti neri di sempre, Hayes viene considerato uno dei capostipiti del soul di Memphis, della disco music, del funk e del rap. Ha inoltre portato a definizione lo stile dell'etichetta soul Stax Records, che negli anni sessanta e settanta era la principale rivale della Motown nel campo della musica afroamericana. Molto vasto è il numero di artisti con i quali ha collaborato. Tra questi si contano Otis Redding, Wilson Pickett, Albert King, Rufus Thomas, Dionne Warwick e Linda Clifford.
L'artista ha ottenuto il plauso della critica e del pubblico dapprima con Hot Buttered Soul del 1969 e successivamente con Shaft, colonna sonora dell'omonimo film del 1971. Il tema cardine di tale pellicola, Theme from Shaft, oltre a essere considerato un importante apripista del genere disco, ha avuto un grande successo in termine di vendite.

## Biografia

### Primi anni di vita
Hayes è nato a Covington nel Tennessee, il 20 agosto 1942, ed era secondogenito di Eula Wade e Isaac Hayes Sr., entrambi di umili origini. Rimasto orfano in giovane età venne allevato dai nonni materni, che erano i signori Wade. Ha iniziato a cantare nel coro della chiesa all'età di 5 anni. Ha imparato da autodidatta a suonare parecchi strumenti musicali. Durante la gioventù ha lavorato raccogliendo cotone. Quando era ancora un bambino, Hayes si è trasferito con la famiglia a Memphis.

### Primi anni di carriera
Durante i primi anni sessanta ha collaborato con il sassofonista Floyd Newman dei Bar-Kays, che gli ha permesso di entrare, nel 1964, nella house band della Stax Records. Ha intanto avviato una collaborazione assieme a David Porter scrivendo non meno di duecento canzoni per altri artisti come Sam & Dave tra i quali alcuni successi come Soul Man e Hold on! I'm comin'. La loro collaborazione terminerà alla fine del 1968. Nel frattempo Hayes ha pubblicato i suoi primi 45 giri e, nel 1964, ha lavorato agli arrangiamenti di Sings Soul Ballads di Otis Redding. Oltre che con Redding, Hayes ha lavorato per Eddie Floyd, Carla Thomas, William Bell, Albert King, Don Covay e Wilson Pickett.

### Successo

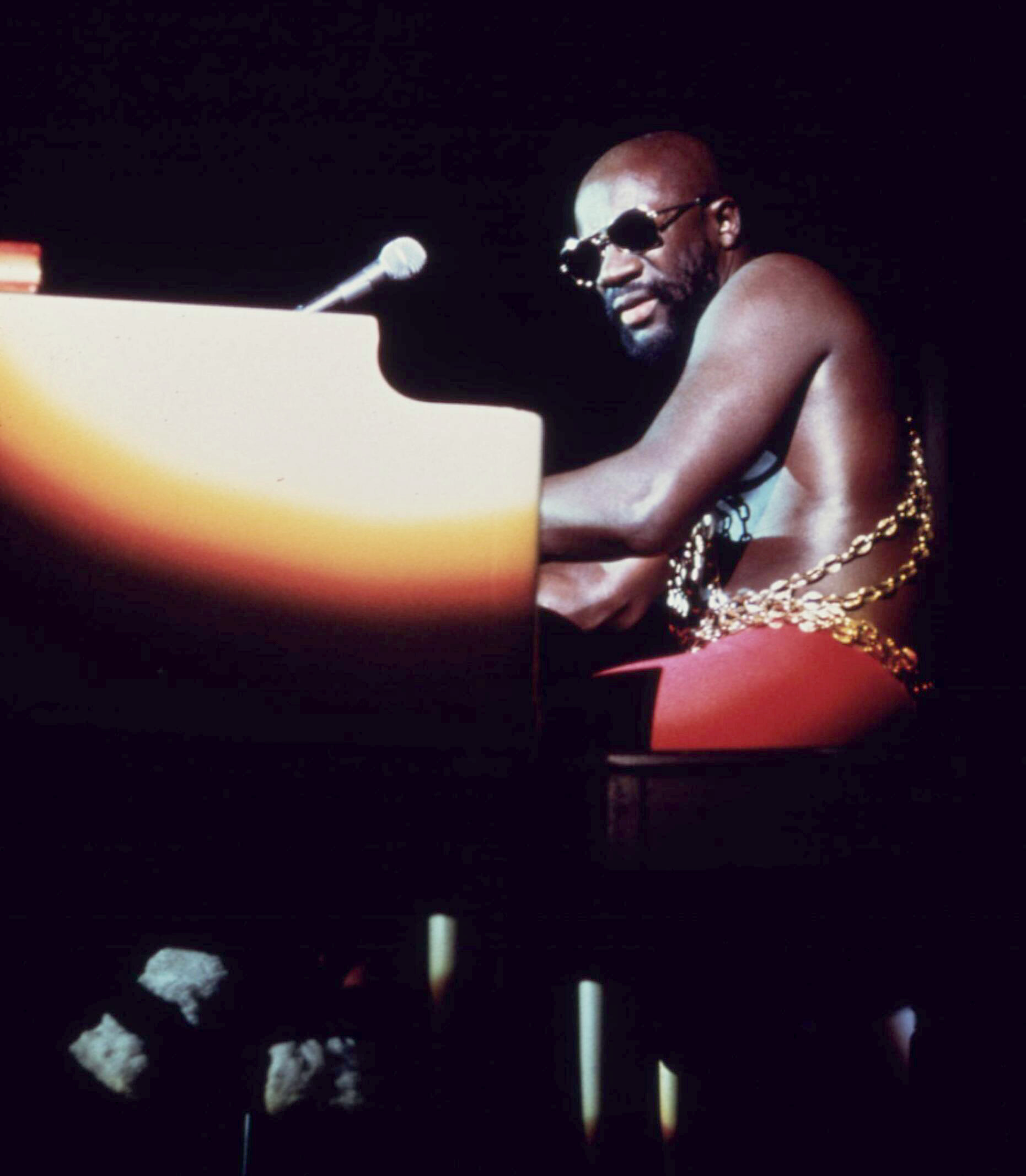
Isaac Hayes al pianoforte nel 1973

Dopo aver licenziato il suo primo album in studio Presenting Isaac Hayes nel 1968, destinato a passare inosservato, ha ottenuto il suo primo grande successo di critica nel 1969 con Hot Buttered Soul, uscito quando aveva 27 anni. L'album contiene quattro lunghi brani, tra cui due versioni dilatate di Walk On By (Burt Bacharach) e By the Time I Get to Phoenix (Jimmy Webb) che fondono in maniera sensuale e lisergica pop, soul e R&B facendo affidamento sull'orchestra.
Nel 1971 ha composto la colonna sonora del fortunato film blaxploitation Shaft il detective. Il tema cardine Theme from Shaft, considerato una pietra miliare del genere disco music, è rimasto al primo posto della Billboard Hot 100 per due settimane ed è valso all'artista il premio Oscar alla migliore canzone, il primo per un compositore nero. Nei primi anni settanta ha annunciato un album in collaborazione con Porter mai portato a frutto.
Di nuovo con la Stax, nel 1972, ha preso parte all'album Feel the Warm di Billy Eckstine nella triplice veste di tastierista, direttore di produzione e autore. Nel frattempo Hayes è divenuto membro dell'organizzazione per la tutela dei neri Memphis Black Knights, inaugurata dopo la morte di Martin Luther King (1968). I dischi di Hayes pubblicati negli anni settanta, sempre più orientati al genere disco music, come conferma in modo particolare Chocolate Chip del 1975, ottengono giudizi più controversi. Nonostante i risultati giudicati altalenanti delle sue pubblicazioni, l'artista è riuscito a tornare vertici delle classifiche con la disco music. Durante la seconda metà degli anni settanta ha collaborato con Dionne Warwick e Millie Jackson. A partire dagli inizi degli anni ottanta, l'artista ha ridotto sensibilmente la frequenza degli album pubblicati.
Hayes è apparso in diversi film, alcuni famosi; nel 1981 è entrato nel cast di 1997: Fuga da New York, nel ruolo del "Duca di New York", il gangster più potente di Manhattan, divenuta un'isola-prigione, e principale antagonista della pellicola. Sue sono comparse anche in Robin Hood - Un uomo in calzamaglia (1993) di Mel Brooks, Può succedere anche a te (1994) di Andrew Bergman e Uncle Sam (1996) di William Lustig oltre a varie serie come A-Team e Willy, il principe di Bel-Air. Nel 1998 è una delle molte celebrità del soul, blues e rhythm & blues in Blues Brothers - Il mito continua, chiamate dal regista John Landis a far parte della banda Louisiana Gator Boys, che sfida i Blues Brothers nella battaglia delle bande patrocinata da una strega voodoo.
Nel 1992 Hayes è diventato membro della famiglia reale del Ghana Noyami Mantse e si è fatto portavoce dei diritti di tale paese.

### Ultimi anni

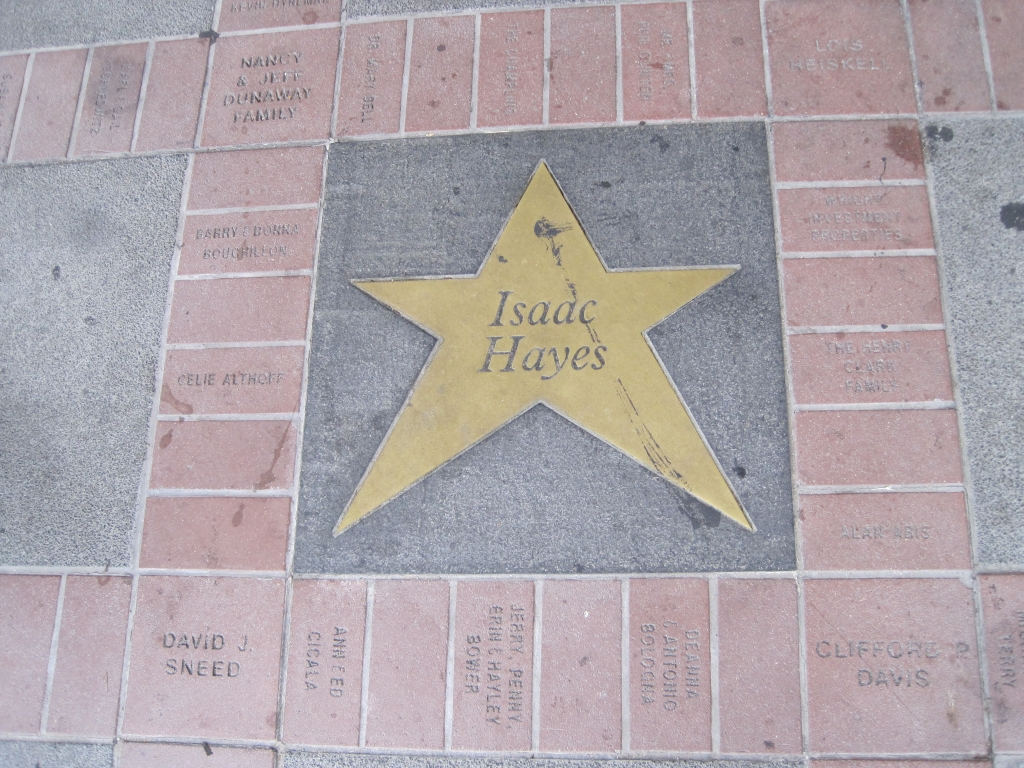
Stella commemorativa dedicata a Isaac Hayes presso l'Orpheum Theatre di Memphis

Sua era la voce di Chef della serie South Park. Nel 1998 venne pubblicato il singolo Chocolate Salty Balls (P.S. I Love You) di Hayes, ma attribuito a Chef, ricordato per essere stato l'unico dell'artista a giungere al primo posto delle classifiche britanniche. Nel 2005, quando gli ideatori del cartone animato hanno mandato in onda un episodio Intrappolato nello stanzino, sul culto religioso Scientology, di cui l'artista faceva parte, Hayes si è licenziato dallo staff di South Park; i creatori Matt Stone e Trey Parker hanno quindi deciso di eliminare il personaggio di Chef facendolo morire nel primo episodio della decima stagione, Il ritorno di Chef.
Nel luglio del 2025 con un post sui social Isaac Hayes III, figlio dell'iconico doppiatore di Chef in South Park, rompe il silenzio sulla controversa uscita del padre dalla serie. Contrariamente alla narrazione ufficiale, Hayes rivela che il vero motivo fu un ictus e l'intervento della Chiesa di Scientology, e non un'offesa satirica. Un atto di verità per onorare la voce che ha reso memorabile il personaggio.

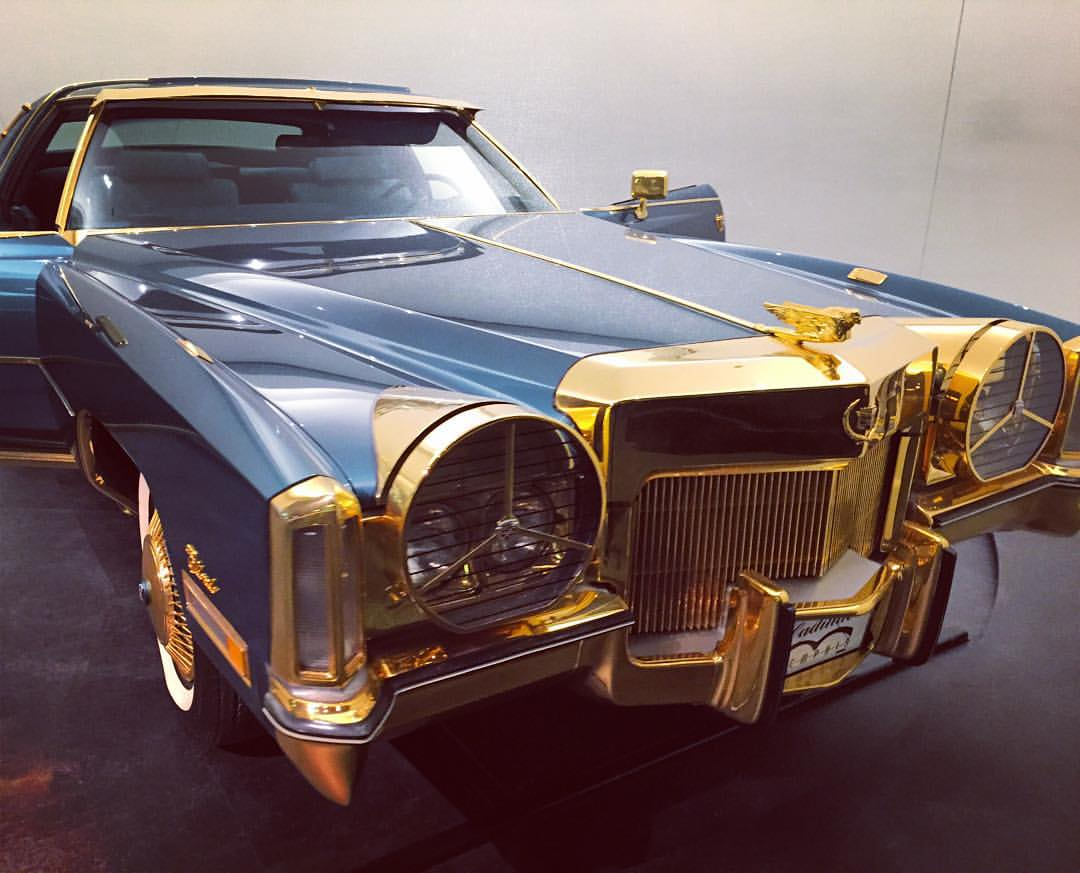
La Cadillac di Isaac Hayes esposta allo Stax Museum of American Soul Music a Memphis, nel Tennessee

Hayes ha ottenuto molti riconoscimenti pochi anni prima di morire. Nel 2002 è entrato nella Rock and Roll Hall of Fame. Nel 2003 ha ricevuto una BMI Icon Award mentre l'anno seguente gli è stata assegnata una R&B Founders Award. Nel 2005 è entrato nella Songwriters Hall of Fame.
Nel 2008 ha impersonato se stesso in Soul Men insieme a Samuel L. Jackson e Bernie Mac. Il film è dedicato proprio a Isaac e Bernie, entrambi morti per coincidenza a poche ore di distanza tre mesi prima dell'uscita del film.

### Morte
Hayes morì il 10 agosto 2008, dieci giorni prima del suo 66º compleanno. Il suo corpo senza vita fu rinvenuto dalla moglie nella sua casa a Memphis vicino ad un tapis roulant ancora funzionante. Nonostante i tentativi di rianimazione dei paramedici che lo hanno trasportato al Baptist Memorial Hospital, il compositore è stato dichiarato morto alle 2:08. La causa di morte non è mai stata chiarita del tutto, anche se alcuni esami medici hanno in seguito riportato che Hayes era stato probabilmente colpito da un ictus. Il suo corpo venne poi sepolto presso il Memorial Park Cemetery di Memphis.

## Discografia
Album in studio
- 1967 – Presenting Isaac Hayes
- 1969 – Hot Buttered Soul
- 1970 – The Isaac Hayes Movement
- 1970 – ...To Be Continued
- 1971 – Black Moses
- 1973 – Joy
- 1975 – Chocolate Chip
- 1975 – Disco Connection
- 1976 – Groove-A-Thon
- 1976 – Juicy Fruit (Disco Freak)
- 1977 – New Horizon
- 1978 – Hotbed
- 1978 – For the Sake of Love
- 1979 – Don't Let Go
- 1980 – And Once Again
- 1981 – Lifetime Thing
- 1986 – U-Turn
- 1988 – Love Attack
- 1995 – Raw & Refined
- 1995 – Branded

Colonne sonore
- 1971 – Shaft
- 1974 – Three Tough Guys
- 1974 – Truck Turner
- 2000 – Rugrats in Paris

Album live
- 1973 – Live at the Sahara Tahoe
- 1977 – A Man and a Woman (con Dionne Warwick)
- 2003 – Isaac Hayes at Wattstax

## Filmografia

### Attore

#### Cinema
- Uomini duri (Tough Guys), regia di Duccio Tessari (1974)
- È tempo di uccidere detective Treck (Truck Turner), regia di Jonathan Kaplan (1974)
- Quel che conta è il conto in banca (It Seemed Like a Good Idea at the Time), regia di John Trent (1975)
- 1997: Fuga da New York (Escape from New York), regia di John Carpenter (1981)
- Escuadrón, regia di José Antonio de la Loma (1988)
- Scappa, scappa... poi ti prendo! (I'm Gonna Git You Sucka), regia di Keenen Ivory Wayans (1988)
- Dead Aim, regia di William VanDerKloot (1989)
- Fuoco, neve e dinamite (Feuer, Eis & Dynamit), regia di Willy Bogner (1990)
- Verdetto: colpevole (Guilty as Charged), regia di Sam Irvin (1991)
- Bersaglio in fuga (Prime Target), regia di David Heavener e Phillip J. Roth (1991)
- Final Judgement, regia di Louis Morneau (1992)
- CB4, regia di Tamra Davis (1993)
- Posse - La leggenda di Jessie Lee (Posse), regia di Mario Van Peebles (1993)
- Impulso omicida (Acting on Impulse), regia di Sam Irvin (1993)
- Robin Hood - Un uomo in calzamaglia (Robin Hood: Men in Tights), regia di Mel Brooks (1993)
- Deadly Exposure, regia di Lawrence Mortorff (1993)
- Code... Death: Frontera Sur, regia di Ernesto García Cabral e Hugo Stiglitz (1993)
- Oblivion, regia di Sam Irvin (1994)
- Può succedere anche a te (It Could Happen to You), regia di Andrew Bergman (1994)
- Once Upon a Time... When We Were Colored, regia di Tim Reid (1995)
- Il West del futuro (Oblivion 2: Backlash), regia di Sam Irvin (1996)
- Flipper, regia di Alan Shapiro (1996)
- Illtown, regia di Nick Gomez (1996)
- Uncle Sam, regia di William Lustig (1996)
- Six Ways to Sunday, regia di Adam Bernstein (1997)
- Blues Brothers - Il mito continua (Blues Brothers 2000), regia di John Landis (1998)
- Ninth Street, regia di Tim Rebman e Kevin Willmott (1999)
- Trappola criminale (Reindeer Games), regia di John Frankenheimer (2000)
- Dead Dog, regia di Christopher Goode (2001)
- Dream Warrior, regia di Zachary Weintraub (2003)
- Dodge City: A Spaghetto Western, regia di Read Ridley (2004)
- Hustle & Flow - Il colore della musica (Hustle & Flow), regia di Craig Brewer (2005)
- Killing Point (Kill Switch), regia di Jeff King (2008)
- Return to Sleepaway Camp, regia di Robert Hiltzik (2008)
- Soul Men, regia di Malcolm D. Lee (2008)

#### Televisione
- Laugh-In – serie TV, episodio 6x01 (1972)
- Agenzia Rockford (The Rockford Files) – serie TV, episodi 2x14-3x17-4x04 (1976-1977)
- A-Team (The A-Team) – serie TV, episodio 4x06 (1985)
- Betrayed by Innocence, regia di Elliot Silverstein – film TV (1986)
- Hunter – serie TV, episodio 2x22 (1986)
- Miami Vice – serie TV, episodio 4x05 (1987)
- Hammer, Slammer, & Slade, regia di Michael Schultz – film TV (1990)
- American Playhouse – serie TV, episodio 11x05 (1993)
- I racconti della cripta (Tales from the Crypt) – serie TV, episodio 6x05 (1994)
- Willy, il principe di Bel-Air (The Fresh Prince of Bel-Air) – serie TV, episodio 5X18 (1995)
- Soul Survivors, regia di Sandy Johnson – film TV (1995)
- I viaggiatori (Sliders) – serie TV, episodio 2x09 (1996)
- L'atelier di Veronica (Veronica's Closet) – serie TV, episodio 3x09 (1999)
- The Hughleys – serie TV, episodi 2x09-2x11 (1999)
- The Education of Max Bickford – serie TV, episodio 1x11 (2002)
- Fastlane – serie TV, episodio 1x01 (2002)
- Book of Days, regia di Harry Ambrose – film TV (2003)
- Girlfriends – serie TV, episodi 3x22-3x24 (2003)
- Il ritorno dei dinosauri (Anonymous Rex), regia di Julian Jarrold – film TV (2004)
- The Bernie Mac Show – serie TV, episodio 4x15 (2002)
- That '70s Show – serie TV, episodio 8x13 (2006)
- Stargate SG-1 – serie TV, 4 episodi (2005-2006)

### Doppiaggio
- South Park - serie animata, 136 episodi (1997-2006) - Chef
- South Park - Il film: più grosso, più lungo & tutto intero (South Park: Bigger, Longer & Uncut), regia di Trey Parker (1999)

## Doppiatori italiani
Nelle versioni in italiano delle opere in cui ha recitato, Isaac Hayes è stato doppiato da:
- Ferruccio Amendola in Uomini duri
- Giorgio Gusso in 1997: Fuga da New York
- Glauco Onorato in Posse - La leggenda di Jessie Lee
- Alessandro Rossi in Robin Hood - Un uomo in calzamaglia
- Mario Bombardieri in Trappola criminale
- Pierluigi Astore in Killing Point

Da doppiatore è sostituito da:
- Renato Mori in South Park, South Park - Il film: più grosso, più lungo & tutto intero
- Roberto Mare in South Park (ridoppiaggio)